# Scherpeberg
Der Scherpeberg (auch Scherpenberg) ist ein 125 m hoher Zeugenhügel in der Provinz Westflandern in der Gemeinde Heuvelland, zwischen De Klijte und Loker gelegen. Der Name des Berges stammt von dem Umstand ab, dass er allein liegt und stark auf die Landschaft ausgerichtet ist. Vom Berg aus hat man einen Blick auf die Quelle und das tief eingeschnittene Bett des Bruilloosbeek, der in den Kemmelbeek mündet. Im Volksmund wird das Gebiet kleine Schweiz genannt. Am Scherpenberg entspringt der Scherpenbergbeek.

## Geographische Lage
Der Scherpeberg ist Teil des zentralen Hügelkamms im Heuvelland, der auch den Watenberg, Kasselberg, Wouwenberg, Katsberg, Boeschepeberg, Kokereelberg, Zwarteberg, Vidaigneberg, Baneberg, Rodeberg, Sulferberg, Goeberg, Monteberg, Kemmelberg und Lettenberg umfasst. Südlich dieses Hügelkamms befindet sich das Becken des Flusses Leie, nördlich dieses Hügelkamms das Einzugsgebiet des Flusses Yser.

## Geschichte
Ausgrabungen auf dem Berg brachten Zeugnisse von Siedlungsspuren aus der Zeit von etwa 3000 Jahren v. Chr. hervor.
Im Jahr 1622 wurden eine hölzerne Getreidemühle und ein Mietshaus auf dem Berg errichtet. 1794 werden diese von französischen Soldaten zerstört. Die Mühle wurde umgebaut, aber am 9. Dezember 1800 durch einen Orkan beschädigt und später wieder restauriert. Während des Ersten Weltkriegs dienten Berg und Mühle als Beobachtungsposten für den britischen Generalstab. Verbunkerte Schlafplätze, ein Kommandoposten und ein Krankenhaus sind damals in den Berg gegraben worden. Es gab auch Eingänge zu einer Reihe von Tunneln, die zum deutsch besetzten Wijtschate führten. Am 14. August 1916 verfolgte der britische König Georg V. von der Mühle aus den Beschuss seiner Armee auf die deutschen Stellungen. Am 25. April 1918 geriet die Mühle während der Schlacht von Kemmelberg (Teil der Frühjahrsoffensive 1918) in Brand und wurde nicht wieder aufgebaut.
Seit 1979 ist die Landschaft des Scherpebergs geschützt.

## Radsport
Der Scherpenberg ist regelmäßig als Anstieg im Radrennen Gent–Wevelgem aufgeführt. Dabei wird allerdings nicht der Gipfel des Bergs befahren, sondern die Dikkebusstraat auf dessen Nordflanke, deren höchster Punkt mit 89 m deutlich niedriger als der Berggipfel ist.